# Аквавива, Клаудио
Клаудио Аквавива ди Арагона (итал. Claudio Acquaviva d'Aragona, 1543—1615) — итальянский иезуит, генерал Общества Иисуса (иезуиты) в 1581—1615 годах.

## Биография
Родился в Атри (Абруццо), выходец из старинного неаполитанского рода Аквавива, был девятым из десяти детей Джанантонио Донато Аквавива Арагонского, IX-го герцога Атри, и Изабеллы Спинелли. Изучал право в Университете Перуджи, после чего стал священником и служил при дворе папы Пия V.
Под влиянием видного иезуита, генерала Общества Иисуса Франческо Борджа Аквавива вступил в орден иезуитов 22 июля 1567 года, после чего продолжил своё обучение в области философии и богословия, опубликовал свой труд «Superiore Provinciale» в Неаполе и в Риме.
На четвёртой Генеральной конгрегации, после смерти Эверарда Меркуриана, Аквавива был избран генералом Общества Иисуса 9 февраля 1581 года. Период его руководства был самым продолжительным (почти 34 года) и одним из самых значимых в истории ордена иезуитов: за время пребывания у власти Аквавивы число членов ордена выросло с 5 тысяч до более чем 13 тысяч, возросло влияние и престиж ордена, несмотря на трудности (в частности, конфликт вокруг учения Луиса де Молина).
Аквавива придал значительный импульс миссионерской деятельности ордена иезуитов в Европе, Азии, Африке и Латинской Америке. Во время его руководства активизировались или были созданы миссии ордена в Великобритании, Германии, Чехии, Парагвае, на Филиппинах, в Индии, Японии, Китае и на Молуккских островах.

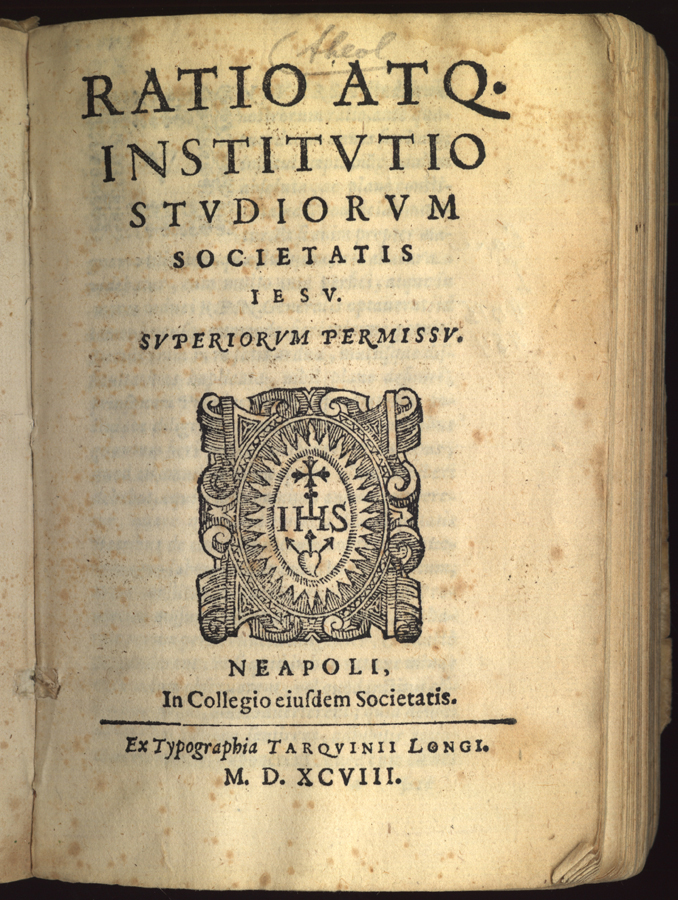
Обложка первого издания «Ratio Studiorum», Неаполь, 1598 год

Аквавива также уделял большое внимание системе образования иезуитов, выпустив фундаментальный труд Ratio atque Institutio Studiorum Societatis Iesu («Официальный план образования иезуитов»).
Поручил Никколо Орландини составить первую официальную историю Ордена иезуитов.

## Сочинения
- Ratio atque institutio studiorum per sex patres ad id iussu R.P. praepositi generalis deputatos conscripta, Romae, in Collegio Societatis Iesu, 1586 (Romae, excudebat Franciscus Zanettus, 1586);
  - другие издания:
- Ratio atq. institutio studiorum, Romae, in Collegio Societatis Iesu, 1591 (Romae, in Collegio eiusdem Societatis, 1591);
- Ratio atq. institutio studiorum Societatis Iesu, Neapoli, in collegio eiusdem Societatis. Ex typographia Tarquinii Longi, 1598 (Neapoli, apud Tarquinium Longhum, 1599);
- R(everendi) P(atri) Claudii Aquavivae Societatis Iesu Praepositi Generalis, Industriae pro superioribus eiusdem Societatis: Ad curandos Animae morbos, Venetiis, Apud Ioannem Guerrilium, MDCXI.